# Piet J. Schmidt
Petrus Johannes (Piet) Schmidt (Arnhem, 23 november 1896 - New York, 2 december 1952) was een Nederlands politicus.

## Levensloop
Eind jaren twintig woonde Schmidt, die met een Engelse getrouwd was, een deel van zijn tijd in Engeland. Daar stond hij in politiek opzicht dicht bij de Independent Labour Party, een sterk aan de diverse Engelse kerkgenootschappen gelieerde, pacifistische stroming binnen of naast de Labour Party. In Nederland was Schmidt in die tijd nauw betrokken bij 'De Socialist', een oppositioneel blad binnen de SDAP. De groep rond dit blad werd op het congres van Haarlem van de SDAP, op 28 maart 1932, uit de partij gestoten. Min of meer door deze omstandigheid gedwongen richtte zij een eigen politieke partij op, de Onafhankelijke Socialistische Partij (OSP), waarvan aanvankelijk Edo Fimmen voorzitter was.
Na het vertrek van Fimmen als voorzitter werd Schmidt voorzitter van de OSP. Maar ook al had de OSP een relatief groot en actief ledenbestand, bij de Tweede Kamerverkiezingen in 1933 haalde de partij geen Kamerzetel, ze kwam daarvoor 524 stemmen te kort. Daarom werd in 1935 besloten tot fusie met de Sneevliet-partij RSP, waaruit de Revolutionair-Socialistische Arbeiderspartij (RSAP) ontstond. Schmidt werd van deze partij voorzitter en werd gekozen in de Provinciale Staten van Noord-Holland en in de Amsterdamse gemeenteraad. Toen hij in september 1936 samen met de advocate Stien de Zeeuw werd geroyeerd als lid van de RSAP vanwege zijn kritiek op Stalin en het stalinistische regime in de Sovjet-Unie, trok hij zich uit de Provinciale Staten en de gemeenteraad terug. Hij werd opnieuw lid van de SDAP en werd voor die partij in 1939 in de gemeenteraad van Amsterdam gekozen. Hij bleef lid van de raad, totdat deze in 1941 door de Duitse bezetter werd ontbonden.
Medio 1940 werd Schmidt lid van de Nederlandsche Unie, alwaar hij spoedig opklom tot 'leider' van de Sociaal-Economische Afdeling. De Nederlandsche Unie had een Corporatief Programma, waarin zij een model voorstond naar de trant van het fascistische Italië: gemeenschappelijke corporaties van werkgevers en werknemers, corporaties met zeggenschap zowel op sociaal alsook op economisch gebied. De Duitse bezetter voerde echter de strikte scheiding door van het sociale en het economische domein, en onderstreepte zo de machteloosheid van de Unie. Wat de Sociaal-Economische Afdeling van Schmidt nog overbleef, was het idee van de bedrijfskernen, een soort van 'corporaties van onderop'. In vergaderingen met ondernemers werd in 1941 dit idee actief gepropageerd.
Na het verbod van de Nederlandsche Unie in december 1941 kwamen de corporatieve ideeën van de Nederlandsche Unie terug in de stukken die vermoedelijk door Piet Schmidt en Geert Ruygers werden geschreven voor het illegale blad Je Maintiendrai. De term 'corporatisme' was omstreeks 1944 wat minder in zwang, het begrip 'personalistisch socialisme' deed nu opgeld.
Na de Tweede Wereldoorlog werkte Schmidt vanaf 1946 bij de Verenigde Naties en was hij nauw betrokken bij de opstelling van de Universele verklaring van de rechten van de mens (1948). Van 1946 tot 1951 was hij hoofd van de Europese sectie van de Veiligheidsraad, in 1948 secretaris en adviseur van de Korea-commissie, in 1950 leidde hij de Eritrea-missie en was hij secretaris van de Ontwapeningscommissie van de VN. In 1952 werd hij benoemd tot directeur van de afdeling Ontwapeningszaken van de Veiligheidsraad. Zijn laatste opdracht betrof de kwestie Kasjmir, waarover hij onderhandelingen voerde met India en Pakistan.
Schmidt stierf op 56-jarige leeftijd aan een hartaanval.
- Biografisch Portaal: 84709495
- International Standard Name Identifier: 0000 0003 8983 0619
- Library of Congress Control Number: no2011191898
- Nationale Bibliotheek van Israël: 987007363807905171
- Nederlandse Thesaurus van Auteursnamen: 072737093
- Système universitaire de documentation: 164673245
- Virtual International Authority File: 283275350